# Oscar Valdambrini
Oscar Valdambrini (Torino, 11 maggio 1924 – Roma, 26 dicembre 1996) è stato un trombettista italiano, uno dei massimi esponenti del jazz italiano.

## Biografia
Figlio di Agostino Valdambrini, violinista jazz, fra i pionieri in Italia e I violino dell'orchestra sinfonica della Rai di Torino, Oscar Valdambrini nasce per l'appunto nella città sabauda nel 1924. Nel 1941 fa il suo esordio in una big band torinese e dal 1954 comincia una lunga collaborazione con Gianni Basso che darà vita ad uno dei gruppi più noti e prolifici del jazz italiano: prima con il nome di "Sestetto Italiano" e poi con quello di "Basso-Valdambrini Quintet". Diventa grande amico di Chet Baker negli anni sessanta, il periodo del maggiore successo del trombettista statunitense. Nel 1967 è chiamato da Duke Ellington nella sua orchestra per alcuni concerti in Italia.
Non si contano le registrazioni effettuate da Valdambrini come leader e session man: ha collaborato con la Duke Ellington Orchestra, con Chet Baker, Dino Piana, Attilio Donadio, Gianni Cazzola, Piero Umiliani, Ennio Morricone, Glauco Masetti, Renato Sellani, Giampiero Boneschi, Bill Conti, Pino Presti, Duško Gojković, Puccio Roelens, Giulio Libano, Giorgio Azzolini, Gil Cuppini, Victor Bach ecc.

## Discografia parziale

### 33 giri/CD
- 1959 – Basso Valdambrini Quintet (Music Records, LPM 2079) a nome Basso Valdambrini Quintet
- 1960 – New Sound from Italy (Jolly, LPJ 5007) a nome Basso-Valdambrini Octet
- 1960 – Walking in the Night (RCA Italiana, PML 10089) a nome Quintetto Basso-Valdambrini
- 1960 – Basso Valdambrini Quintet Plus Dino Piana (Jolly, LPJ 5010) a nome Basso Valdambrini Quintet Plus Dino Piana
- 1961 – Buddy Collette in Italy (Ricordi, MRJ 8001) a nome Buddy Collette with Basso-Valdambrini's Band
- 1962 – The Best Modern Jazz in Italy 1962 (RCA Victor Records, PML 10326) a nome Sestetto Basso-Valdambrini
- 1963 – Quintetto Basso-Valdambrini (Fonit-Cetra, LPR 20025) a nome Quintetto Basso-Valdambrini
- 1966 – Exciting 6 (GTA Records, JA 603) a nome Basso-Valdambrini Sextet
- 1967 – Jazz (Cetra Commenti Musicali, 5) a nome Quintetto Basso-Valdambrini
- 1967 – Música en la intimidad (Sesion, DM-605) pubblicato in Spagna
- 1969 – Disco dimostrativo N.1 (Edizioni Musicali Club, EC.1) album split: O. Valdambrini/E. Volonté/V. Catellani/Maspes/C. Dammicco/Theo
- 1969 – Disco dimostrativo N.2 (Edizioni Musicali Club, EC.2) album split: Complesso di Vanni Catellani/Complesso di Oscar Valdambrini/Complesso di Glauco Masetti
- 1969 – Disco dimostrativo N.3 (Edizioni Musicali Club, EC.3) album split: Eraldo Volonté e il suo Complesso/Oscar Valdambrini e il suo Complesso
- 1970 – Jazz (Stile: Pop-Jazz) (Fonit-Cetra, UST 602) a nome Quintetto Basso-Valdambrini
- 1971 – Disco dimostrativo N.4 (Edizioni Musicali Club, EC.4) album split:  Complesso Erton Group/Complesso Basso-Valdambrini
- 1971 – Disco dimostrativo N.5 (Edizioni Musicali Club, EC.5) album split: Complesso Basso-Valdambrini/Complesso Vanni Catellani/Complesso Glauco Masetti /Complesso Erton Group
- 1971 – Disco dimostrativo N.6 (Edizioni Musicali Club, EC.6) album split: Eraldo Volonté/Glauco Masetti/Oscar Valdambrini/Maspes/Vanni Catellani/Dino Arigotti
- 1971 – Disco dimostrativo N.7 (Edizioni Musicali Club, EC.7) album split: Glauco Masetti, Eraldo Volonté, Oscar Valdambrini, Vanni Catellani
- 1971 – Disco dimostrativo N.8 (Edizioni Musicali Club, EC.8) album split: Oscar Valdambrini/Franco Mojoli/Vanni Catellani/Maspes/Glauco Masetti/Dino Arigotti/Eraldo Volonté
- 1973 – Intercontinental Pop (Quadrifoglio International, VDS 268) a nome Oscar Valdambrini and The Poppy Pops
- 1973 – 10 Situazioni (Globe Records, LP 1005) a nome Sestetto Dino Piana e Oscar Valdambrini
- 1976 – Jazz a confronto 34 (Horo Records, HLL 101-34) a nome O. Valdambrini & D. Piana
- 1976 – Quelli della TV (Fonit Cetra, LPX 47) a nome Dino Piana, Oscar Valdambrini, Giancarlo Chiaramello
- 1977 – Afrodite (Vedette Records, VPA 8337) a nome Valdambrini-Piana Quintet
- 1980 – Con alma (Dire Records, FO 378) a nome Manuel De Sica Featuring Enrico Pieranunzi/Oscar Valdambrini Vocal by Christian De Sica
- 1982 – Antologia di musiche da film scritte da Ennio Morricone per Oscar Valdambrini (General Music, GM 30703) a nome Ennio Morricone/Oscar Valdambrini
- 1985 – Oscar Valdambrini Is a "Trumpet in the Night" (Beat Records Company, BL 4036)
- 1989 – Piana-Valdambrini Sextet (Penta Flowers, CD PIA 004) a nome Piana-Valdambrini Sextet
- 1994 – Il Silenzio - La Tromba di Oscar Valdambrini (Alpharecord, CD.AR.7151)
- 2003 – Blues for Gassman (GMG Music, CD 43106) raccolta, a nome Basso-Valdambrini Featuring Lars Gullin, Dino Piana
- 2015 – Quintet/Sextet (Phono, 870243) raccolta, a nome Basso, Valdambrini